# Plouă peste dragostea noastră
Plouă peste dragostea noastră - film de Ingmar Bergman, lansat în 1946.

## Sinopsis
Deși nu reprezintă ceea ce putea oferi Bergman mai bun, filmul a fost bine primit de critici și public cînd a apărut în 1947. Pe scurt, povestea susține că dacă cineva comite o crimă nu însemnă că este în mod necesar un criminal.